# Springfield (Tennessee)
Springfield es una ciudad ubicada en el condado de Robertson en el estado estadounidense de Tennessee. En el Censo de 2010 tenía una población de 16.440 habitantes y una densidad poblacional de 475,97 personas por km².

## Geografía
Springfield se encuentra ubicada en las coordenadas 36°29′37″N 86°52′20″O / 36.49361, -86.87222. Según la Oficina del Censo de los Estados Unidos, Springfield tiene una superficie total de 34.54 km², de la cual 34.53 km² corresponden a tierra firme y (0.04%) 0.01 km² es agua.

## Demografía
Según el censo de 2010, había 16.440 personas residiendo en Springfield. La densidad de población era de 475,97 hab./km². De los 16.440 habitantes, Springfield estaba compuesto por el 65.85% blancos, el 23.69% eran afroamericanos, el 0.38% eran amerindios, el 0.64% eran asiáticos, el 0.1% eran isleños del Pacífico, el 7.31% eran de otras razas y el 2.03% pertenecían a dos o más razas. Del total de la población el 15.45% eran hispanos o latinos de cualquier raza.